# Neobisium validum
Neobisium validum es una especie de arácnido del orden Pseudoscorpionida de la familia Neobisiidae.

## Distribución geográfica
Se encuentra en el oeste de Asia, Ucrania.